# A kísérlet (film, 2001)
A kísérlet (Das Experiment) egy 2001-ben bemutatott német film Oliver Hirschbiegel rendezésében. A forgatókönyv Mario Giordano Black Box című regénye alapján készült. A film történetéhez Philip Zimbardo hírhedt 1971-es stanfordi börtönkísérletének eseményei szolgáltak alapul.

## Történet
Tarek Fahd taxisofőr egy újságban talál egy hirdetést, melyben kísérleti alanyokat keresnek. Úgy dönt, jelentkezik, hogy pénzt keressen. Egy újságíró barátja arra kéri, hogy vigyen be egy kamerát egy szemüvegbe rejtve, hogy később cikket írhasson a kísérletről. A kísérletben egy börtönt modelleznek, igazi cellákkal, kamerákkal, ahol mind a rabokat, mind a börtönőröket a kísérletre jelentkezők közül választották ki. A kísérlet vezetője Thon professzor azt vizsgálja, hogy milyen hatással vannak a személyiségre a különböző szerepek. A raboknak rabruhát kell viselniük, és egyszerű szabályokat kell betartaniuk. A börtönőrök egyenruhát viselnek, feladatuk a rendet fenntartani fizikai erőszak alkalmazása nélkül. Kezdetben minden rend szerint alakul, de a kísérlet felett a professzor hamar elveszíti az uralmat. A börtönőrök, hogy feladatukat végrehajtsák, egyre durvább eszközöket alkalmaznak, és agresszívek lettek. A rabok kiszolgáltatottá váltak, s megpróbálnak a saját eszközeikkel fellépni az őrök ellen. A professzor érzékeli a változásokat, de nem avatkozik be, mert úgy véli, így kiváló lehetőség nyílik az emberi viselkedés tanulmányozására. A rabok és az őrök küzdelme átlépi a kísérlet kereteit és igazi harccá válik: az őrök valóban őrökké, a rabok valóban rabokká váltak. Többen megsérülnek, sőt az egyikük meg is hal. Az őrök végül nem csak a rabokat, hanem a doktornőt és asszisztensét is megtámadják, és teljesen átveszik a hatalmat a kísérlet felett. A professzor ekkor érkezik vissza a kísérlet színhelyére. A raboknak sikerül kiszabadulni és lefegyverezni az őröket.

## Szereplők
| Szerep                    | Színész              | Szinkronhang         |
| ------------------------- | -------------------- | -------------------- |
| Tarek Fahd, 77-es         | Moritz Bleibtreu     | Crespo Rodrigo       |
| Berus                     | Justus von Dohnanyi  | Czvetkó Sándor       |
| Eckert                    | Timo Dierkes         | Várkonyi András      |
| Kamps                     | Nicki von Tempelhoff | Laklóth Aladár       |
| Robert Steinhoff, 38-as   | Christian Berkel     | Szabó Sipos Barnabás |
| Joe Maier, 69-es          | Wotan Wilke Möhring  | Rosta Sándor         |
| Dr. Klaus Thon professzor | Edgar Selge          | Kőszegi Ákos         |
| Günther Schütte, 82-es    | Oliver Stokowski     | Besenczi Árpád       |
| Dr. Jutta Grimm           | Andrea Sawatzki      | Menszátor Magdolna   |
| Dora                      | Maren Eggert         | Ősi Ildikó           |
| Bosch                     | Antoine Monot, Jr.   | Faragó András        |
| Ziegler                   | André Jung           | Pálfai Péter         |

## Díjak, jelölések
Európai Filmdíj (2001)
- jelölés: Közönségdíj (legjobb rendező) – Oliver Hirschbiegel
- jelölés: Közönségdíj (legjobb színész) – Moritz Bleibtreu
- jelölés: legjobb film – Marc Conrad, Norbert Preuss, Friedrich Wildfeuer

Német Film Díj (2001)
- díj: Közönségdíj – év német filmje
- díj: Arany Film-Díj (legjobb színész) – Moritz Bleibtreu
- díj: Arany Film-Díj (legjobb mellékszereplő) – Justus von Dohnanyi
- díj: Arany Film-Díj (legjobb díszlet) – Uli Hanisch, Andrea Kessler
- jelölés: Arany Film-díj (legjobb rendező) – Oliver Hirschbiegel

Montreal World Film Festival (2001)
- díj: legjobb rendező – Oliver Hirschbiegel
- jelölés: Grand Prix des Amériques – Oliver Hirschbiegel

Fantasporto (2002)
- díj: legjobb forgatókönyv – Mario Giordano, Christoph Darnstädt, Don Bohlinger
- jelölés: legjobb film – Oliver Hirschbiegel

Bergen-i Nemzetközi Filmfesztivál (2001)
- díj: Közönségdíj – Oliver Hirschbiegel

## Érdekességek
- A filmet a jelenetek időrendjében forgatták.
- A filmben több jelenet is van, amelyek a valóságban is megtörténtek a börtönkísérlet során.[2]

## Külső hivatkozások
- A kísérlet az Internet Movie Database oldalon (angolul)